# Jesús Angulo (Fußballspieler, 1998)
Jesús Alberto Angulo Uriarte (* 30. Januar 1998 in Culiacán) ist ein mexikanischer Fußballspieler. Der linke Außenverteidiger ist seit September 2018 mexikanischer Nationalspieler.
Sein gleichnamiger älterer Bruder Jesús Angulo ist ebenfalls Fußballspieler.

## Karriere

### Verein
Jesús Angulo wurde in Culiacán geboren und begann mit dem Fußballspielen bei den Águilas de la UAS in Sinaloa. Anfang 2013 trat er der Jugendabteilung von Santos Laguna aus der Stadt Torreón bei. Auf der Rückreise eines Meisterschaftsspiels der U17-Mannschaft gegen die Auswahl des CD Cruz Azul am 12. Januar 2014 verunfallte der Mannschaftsbus. Der Mannschaftsarzt verunglückte dabei tödlich, während Jesús Angulo ohne ernsthafte Verletzungen blieb.
In der Saison 2017/18 war er bereits vermehrt im Kader der ersten Mannschaft aufzufinden. Beim 2:0-Heimsieg gegen den FC Juárez in der Copa MX debütierte der linke Außenverteidiger für die Herren der Guerreros. Sein Debüt in der höchsten mexikanischen Spielklasse bestritt er am 17. September 2017 (9. Spieltag der Apertura) bei der 1:2-Auswärtsniederlage gegen den CD Cruz Azul, als er in der 62. Spielminute für Ventura Alvarado eingewechselt wurde. Dieser Einsatz war in der Apertura 2017 sein einziger und in der Clausura 2018 bestritt er in der regulären Runde auch nur ein Spiel. In der Liguillas war er in der Außenverteidigung gesetzt und gewann die Meisterschaft mit Santos Laguna.
In der Apertura 2018 behielt er seinen Status als Stammspieler bei und absolvierte 13 Spiele. Am 21. Februar 2019 bestritt er beim 6:2-Auswärtssieg gegen den CD Marathón aus Honduras sein erstes Spiel in der CONCACAF Champions League und bereitete einen Treffer seiner Mannschaft vor. In der Clausura 2019 wurde er allmählich aus der Startformation verdrängt. Beim 0:0-Unentschieden gegen den CF Pachuca am 8. April 2019 (13. Spieltag der Clausura) flog er bereits vor dem Halbzeitpfiff mit „gelb-rot“ vom Platz. Insgesamt bestritt er nur sieben Ligaspiele. In der Champions League wurde er dennoch regelmäßig eingesetzt, darunter auch in beiden Halbfinalspielen gegen die Tigres UANL, in denen man mit einem Gesamt-Score von 3:5 aus dem Wettbewerb ausschied.
Am 23. Juni 2019 wechselte Jesús Angulo auf Leihbasis für die gesamte Spielzeit 2019/20 aus Leihbasis zum Ligakonkurrenten Atlas Guadalajara. Sein Debüt bestritt er am 20. Juli 2019 beim 1:0-Heimsieg gegen den FC Juárez. Er etablierte sich rasch in der Startaufstellung und bestritt in der Apertura 2019 15 Spiele. Aufgrund eines Mittelfußbruches, den er sich Anfang Januar 2020 zuzog, verpasste er bis zum Abbruch der Clausura 2020 aufgrund der COVID-19-Pandemie alle Pflichtspiele. Im Anschluss an die Leihe verpflichtete Guadalajara ihn fest.

### Nationalmannschaft
Am 8. September 2018 bestritt er bei der 1:4-Niederlage im Freundschaftsspiel gegen Uruguay sein Debüt in der mexikanischen Nationalmannschaft.

## Erfolge
Santos Laguna
- Liga MX: Clausura 2018

## Persönliches
Jesús Angulos ein Jahr älterer und gleichnamiger Bruder Jesús Angulo ist auch professioneller Fußballspieler. Sein Bruder ist offensiver eingestellt und findet sich auf dem Spielfeld auf der Position des linken Flügelspielers wieder. Die Namensgleichheit sorgt dafür, dass er von der Fachpresse als Jesús Alberto Angulo und sein Bruder als Jesús Ricardo Angulo bezeichnet werden, um Verwechslungen zu vermeiden.